# Clima árido

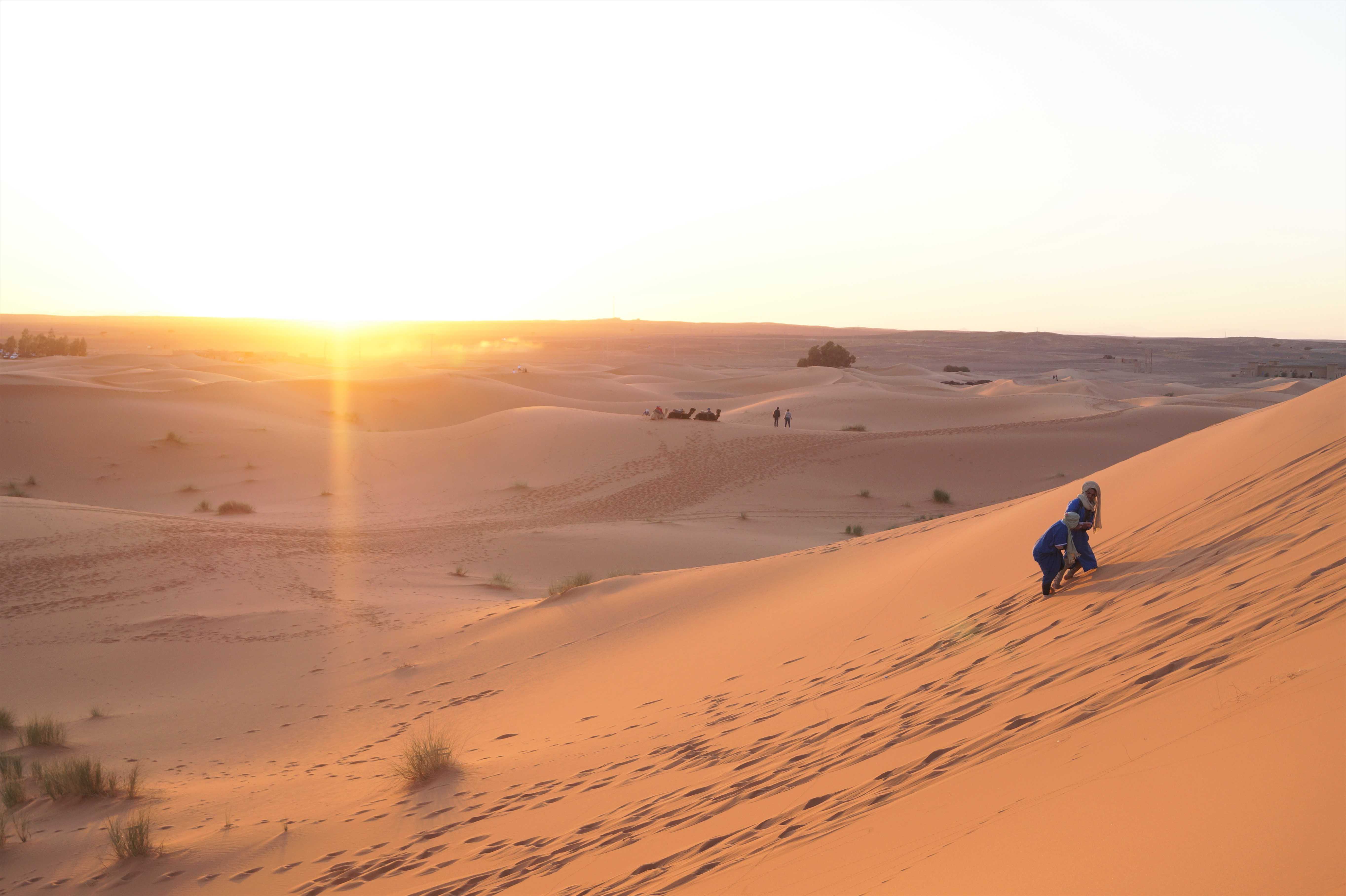
O entardecer no deserto do Saara em Merzouga, no Marrocos.

Regiões de clima árido.
BWh
BWk

O clima árido (na classificação climática de Köppen, BWh e BWk, às vezes também BWn), também conhecido como clima desértico, é um clima em que há excesso de evaporação sobre a precipitação. As superfícies frequentemente calvas, rochosas ou arenosas de climas áridos evaporam a precipitação escassa, de modo que a água é muito pouca para sustentar pouca ou nenhuma vegetação.
Nenhuma parte da Terra é conhecida por ser absolutamente sem chuva, embora em Arica, no norte do Chile, a precipitação média anual durante um período de 17 anos tenha sido de apenas 5 mm. Alguns locais no deserto do Saara, como Cufra, na Líbia, registram apenas 0,86 mm de chuva anualmente. A estação meteorológica oficial no Vale da Morte nos Estados Unidos, registrou apenas 60 mm anualmente, e em um período entre 1931 e 1934 (40 meses), apenas 16 mm de chuva foram medidos.[carece de fontes?]
A maioria dos climas áridos recebe entre 25 e 200 mm de chuva anualmente,[carece de fontes?] e em alguns anos não experimentaram precipitação alguma.
Existem três variações de clima árido: o clima árido quente (BWh), o clima árido frio (BWk) e, por vezes, o clima árido ameno (BWh/BWn). Além disso, para delinear "climas áridos quentes" de "climas áridos frios", existem três isotermas amplamente utilizadas: uma temperatura anual média de 18 °C (que é a mais precisa e mais comumente usada), ou uma temperatura média de 0 °C ou −3 °C no mês mais frio, de modo que uma localização com clima tipo "BW" com a temperatura apropriada acima da qual a isoterma está sendo usada é classificada como "quente" (BWh), e a localização com a temperatura apropriada abaixo da isoterma dada é classificada como "árida fria".
Para um local ter um clima árido, um limite de precipitação é determinado. O limiar de precipitação envolve primeiro multiplicar a temperatura média anual em °C por 20, e depois adicionar 280 se 70% ou mais da precipitação total estiver entre abril e setembro no hemisfério norte, ou de outubro a março no hemisfério sul; ou adicionar 140 se 30-70% do total de precipitação for recebido durante o período aplicável; ou adicionar 0 se menos de 30% do total de precipitação for recebido. Se a precipitação anual da área é inferior a metade do limite, então o clima será classificado como BW (clima árido).

## Clima árido quente

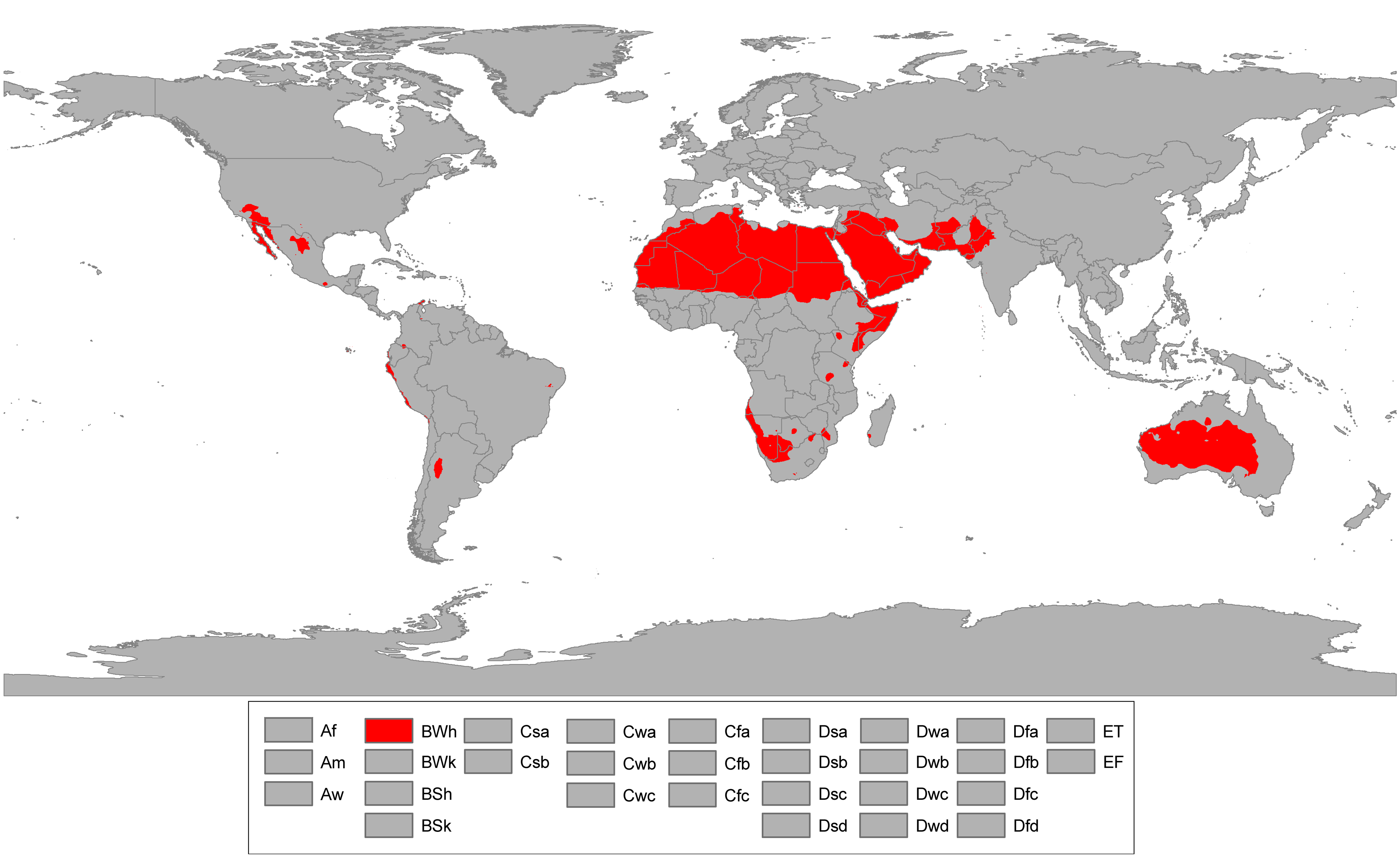
Regiões com clima árido quente.

Os climas áridos quentes (BWh) são normalmente encontrados sob a alta subtropical nas latitudes médias mais baixas, frequentemente entre 20 e 33° de latitude norte ou sul. Nesses locais, o ar descendente estável e a alta pressão criam condições quentes e áridas com sol intenso. Os climas áridos quentes são geralmente muito quentes, ensolarados e secos o ano todo. Esses tipos de clima são encontrados em vastas áreas do norte da África, do Oriente Médio, do interior da Austrália, de áreas menores do sudoeste dos Estados Unidos e do Chile e em pequenas áreas do sudeste de Espanha. Isso faz com que o clima árido quente esteja presente em todos os continentes, exceto na Antártida.
Na época de sol alto (verão), prevalece o calor abrasador e dessecante. As temperaturas médias dos meses quentes são normalmente entre 29 e 35 °C, e temperaturas do meio-dia entre 43 e 46 °C são comuns. Os registros mundiais de calor absoluto, acima de 50 °C, geralmente estão nos desertos quentes, onde o potencial de calor é o mais alto do planeta. Um dos registros oficias de temperaturas superficiais mais altas já registradas em desertos quentes foi de 56,7 °C no Vale da Morte na Califórnia. Alguns locais do deserto experimentam consistentemente temperaturas muito altas durante todo o ano, mesmo durante o inverno. Esses locais apresentam algumas das maiores temperaturas médias anuais registradas na Terra, médias que podem exceder 30 °C. Esta última característica é vista em seções da África e da Arábia. Durante os períodos mais frios do ano, as temperaturas noturnas podem cair para congelamento ou menos, devido à excepcional perda de radiação sob o céu limpo. No entanto, muito raramente as temperaturas caem muito para muito abaixo do ponto de congelamento.
Os climas áridos quentes podem ser encontrados nos desertos do norte da África, como o amplo deserto do Saara, o deserto da Líbia ou o deserto da Núbia; desertos do Chifre da África, como o deserto de Danakil ou o deserto de Grand Bara; desertos da África Austral, como o deserto da Namíbia ou o deserto do Calaári; desertos do Oriente Médio, como o deserto da Arábia, o deserto da Síria ou o deserto de Lute; desertos do sul da Ásia, como deserto de Cavir ou o Deserto do Thar, na Índia e no Paquistão; desertos dos Estados Unidos e do México, como o deserto de Mojave, o deserto de Sonora ou o deserto de Chihuahua; desertos da Austrália, como o deserto de Simpson ou o grande deserto de Vitória e muitas outras regiões.
Os desertos quentes são terras de extremos: a maioria deles é muito quente, muito seco e são os lugares mais ensolarados da Terra, devido à alta pressão quase constante; a remoção quase permanente de sistemas de baixa pressão, frentes dinâmicas e distúrbios atmosféricos; movimento de ar naufragado; atmosfera seca perto da superfície e no alto; a exposição exacerbada ao sol onde os ângulos solares são sempre altos.

## Clima árido frio

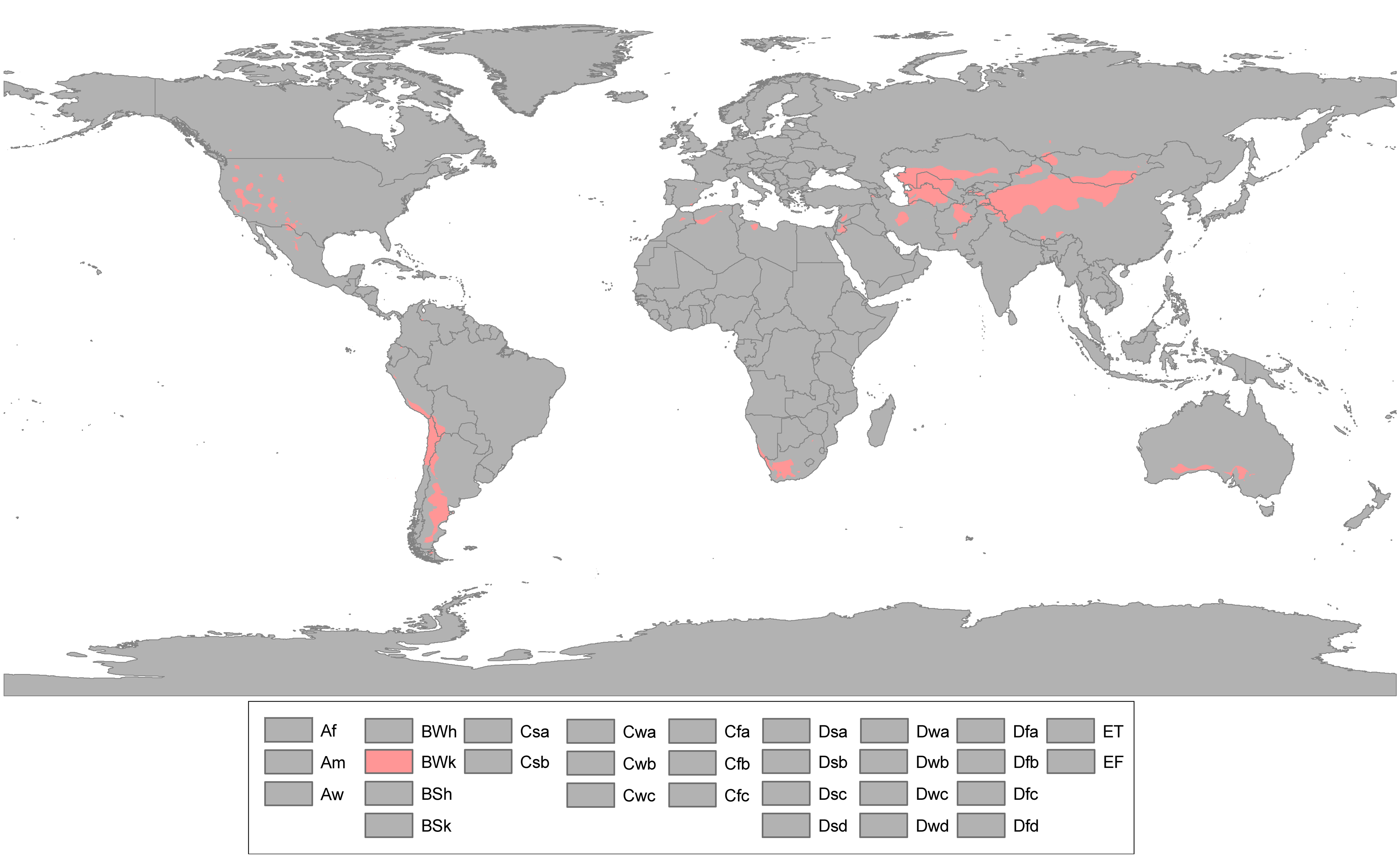
Regiões com clima árido frio.

Os climas áridos frios (BWk) costumam apresentar verões quentes (ou mornos em alguns casos), secos, embora os verões não sejam tipicamente tão quentes quanto nos climas áridos quentes. Ao contrário dos climas quentes de deserto, os climas áridos frios tendem a apresentar invernos frios e secos. A neve tende a ser rara em regiões com esse clima. O deserto de Gobi na Mongólia é um exemplo clássico de deserto frio. Embora ele seja quente no verão, possui invernos muito frios como no resto da Ásia Central. Os climas frios de deserto são normalmente encontrados em altitudes mais elevadas do que os climas áridos quentes e são geralmente mais secos do que os mesmos.
Os climas frios de deserto estão normalmente localizados em zonas temperadas, geralmente na sombra de montanhas altas, que restringem a precipitação dos ventos de oeste. Um exemplo disso é o deserto da Patagônia na Argentina, que é delimitado pelos Andes a oeste. No caso da Ásia Central, as montanhas restringem a precipitação das monções. Os desertos de Kyzyl Kum, Taklamakan e o deserto de Katpana da Ásia Central e as porções mais secas do deserto da Grande Bacia do oeste dos Estados Unidos são outros exemplos importantes de lugares com climas BWk.
A região de Ladakh e a cidade de Leh, no grande Himalaia, na Índia, também têm um clima árido frio. Esse clima também é encontrado na Europa, principalmente em Bardenas Reales perto de Tudela em Navarra e partes de alta altitude do deserto de Tabernas em Almeria na Espanha.
As regiões árticas e antárticas também recebem muito pouca precipitação durante o ano, devido ao ar seco excepcionalmente frio; no entanto, ambos são geralmente classificados como tendo climas polares porque têm temperaturas médias no verão abaixo de 10 °C.

## Clima árido moderado

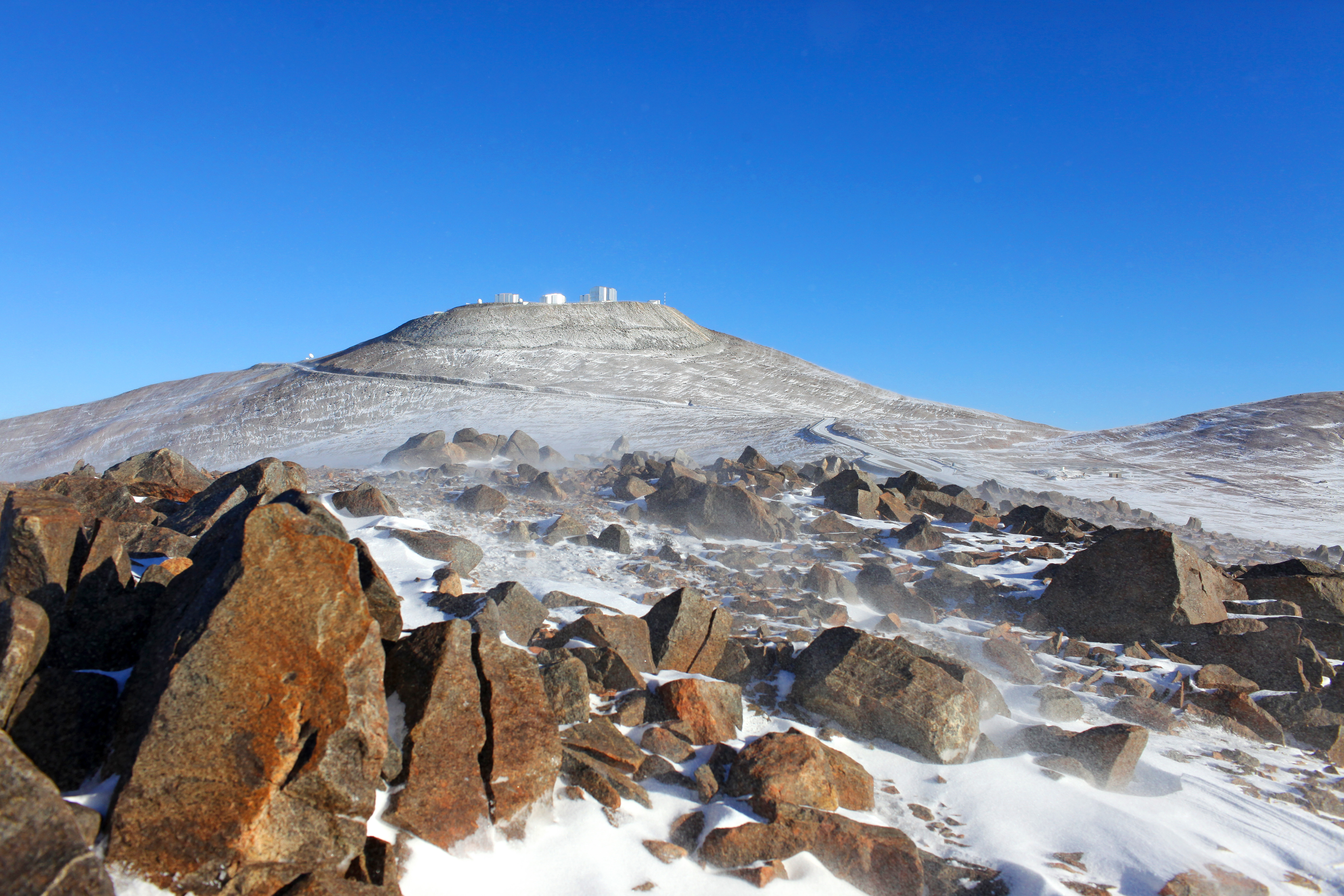
Camada de neve no deserto do Atacama.

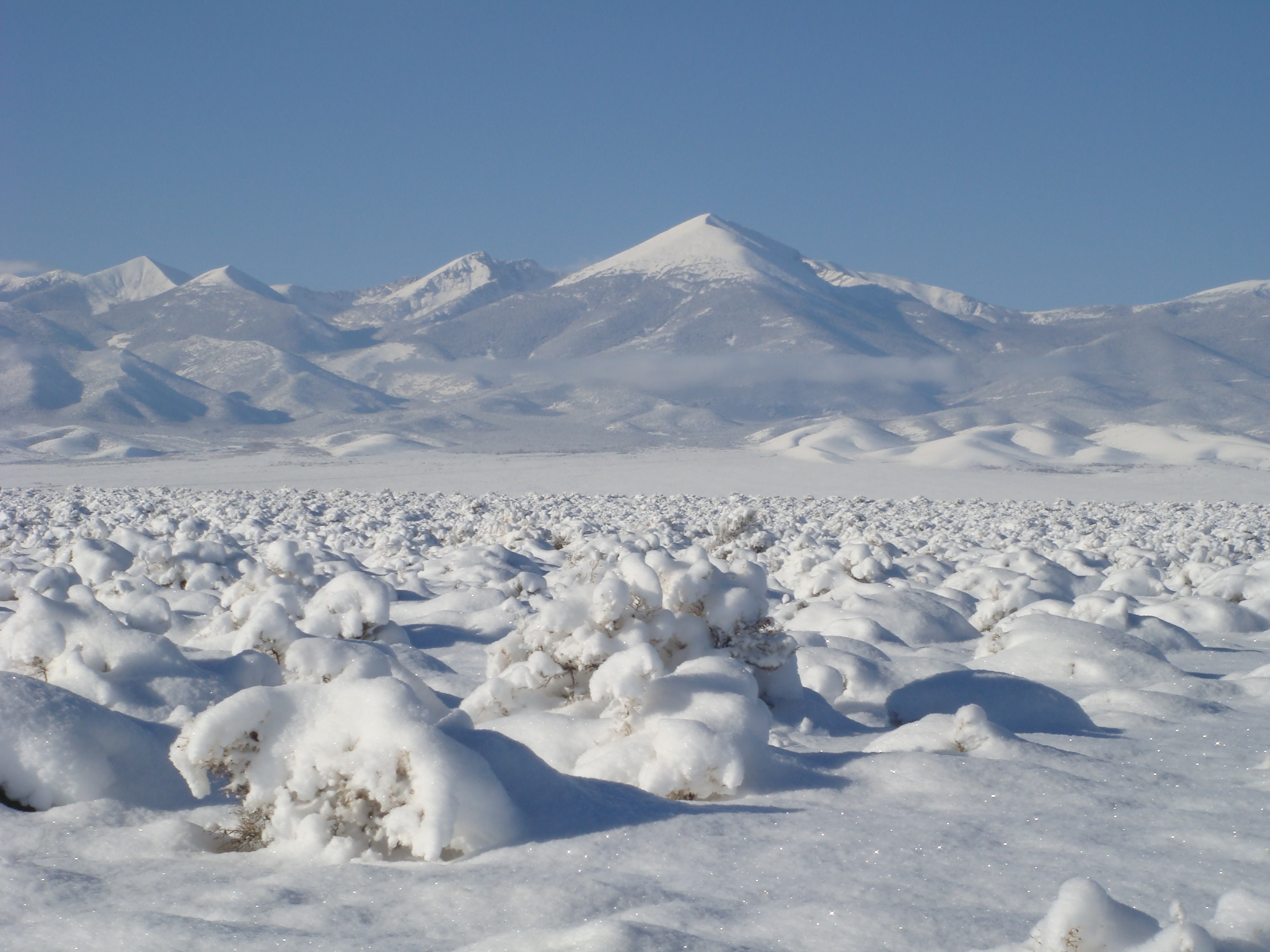
Os áridos frios recebem ocasional cobertura de neve, como em Snake Valley, entre os estados americanos de Utah e Nevada.

Climas áridos moderados (BWn), são normalmente encontrados ao longo das costas ocidentais dos continentes em locais tropicais ou quase tropicais, ou em grandes altitudes em áreas que de outro modo apresentariam climas áridos quentes. Na América do Sul, este clima é encontrado adjacente ao Oceano Pacífico em seções do deserto do Atacama, especialmente ao longo da costa central e sul do Peru; Lima, sua capital, tem um clima árido moderado, o que a torna uma das capitais mais secas do mundo. Na América do Norte, esse tipo de clima pode ser encontrado ao longo da costa do Pacífico, na península da Baixa Califórnia. Na África, este clima é encontrado ao longo de partes da costa da Namíbia, Saara Ocidental e Mauritânia. Na Ásia, esse tipo de clima pode ser encontrado ao longo da costa da Península Arábica, e na Austrália, ao longo da costa noroeste da costa oeste da Austrália Ocidental.
Climas áridos moderados são caracterizados por temperaturas mais moderadas do que as encontradas em outras latitudes comparáveis (geralmente devido à presença próxima de correntes oceânicas frias) e, no caso de desertos litorâneos moderados, devido a nevoeiros frequentes e nuvens baixas, apesar disso, esses lugares estão entre os mais secos da Terra em termos de precipitação real recebida. As temperaturas são amenas durante todo o ano, geralmente não sujeitas a nenhum dos extremos de temperatura tipicamente encontrados em outros tipos de climas áridos. Algumas publicações não têm uma categoria de "deserto moderado". Nestes documentos, os climas áridos moderados são classificados em classificações de deserto quente ou deserto frio.